# 比紹普 (喬治亞州)
比紹普（英語：Bishop）是一個位於美國喬治亞州奧康尼縣的城鎮。

## 地理
比紹普的座標為33°48′59″N 83°26′11″W / 33.81639°N 83.43639°W，而該地的平均海拔高度為238米（即781英尺）。

## 人口
根據2010年美國人口普查的數據，比紹普的面積為2.00平方千米，當中陸地面積為2.00平方千米，而水域面積為0.00平方千米。當地共有人口224人，而人口密度為每平方千米112人。